# Бенсалах, Абдель Кадер
Абде́ль Каде́р Бенсала́х (араб. عبد القادر بن صالح‎; 24 ноября 1941, Феллаусен, Тлемсен — 22 сентября 2021, Военный госпиталь Айн-Наджа) — алжирский государственный и политический деятель, с 9 апреля по 19 декабря 2019 года исполнял обязанности президента Алжира, председатель Совета нации со 2 июля 2002 года по 9 апреля 2019 года.

## Биография
- С 1970 по 1974 — директор Алжирского центра медиа и культуры в Бейруте.
- С 1974 по 1977 — редактор алжирской газеты аш-Шааб[араб.].
- С 3 января 2013 по 10 июня 2015 — генсек Национально-демократического объединения.
- С 1989 по 1993 — посол Алжира в Саудовской Аравии и в Организации исламского сотрудничества.
- В 1993 — официальный медиапредставитель МИД Алжира и директор отдела информации.
- С 1997 по 2002 — спикер Национальной народной ассамблеи Алжира.
- Со 2 июля 2002 — спикер Совета нации.
- С 30 ноября 2004 — председатель Африканского парламентского союза.

В марте 2011 года в качестве главы верхней палаты парламента возглавил комиссию, целью которой было объявлено согласование формата реформ государственной системы с гражданским обществом. Комиссия проводила встречи с различными видными политиками и общественными деятелями, однако финальное заключение, подготовленное в июле, опубликовано не было.
Согласно статье 102 Конституции Алжира руководство страной после отставки президента должен осуществлять председатель Совета нации. К этому призывали ряд политических, государственных и военных деятелей во время протестных акций 2019 года.

### Во главе государства
После отставки президента Бутефлики 2 апреля 2019 года Бенсалах должен был стать исполняющим обязанности президента Алжира, однако, после подтверждения Конституционным советом отставки Бутефлики, парламент так и не смог собраться для утверждения временного президента страны. Парламент утвердил его только 9 апреля, назначив новые президентские выборы на июль 2019 года, которые состоялись лишь в декабре.

## Смерть
Абдель Кадер Бенсалах умер от рака 22 сентября 2021 года в возрасте 79 лет в военном госпитале Айн-Наджа в Алжире, его здоровье ухудшилось из-за заражения COVID-19. О его смерти, которая произошла всего через 5 дней после смерти Абдель Азиза Бутефлики, сообщила канцелярия президента. Похороны должны были состояться на следующий день на кладбище Эль-Алия. Было приказано приспустить на 3 дня флаги.